# Автокаталітична реакція Перкіна
Автокаталітична реакція Перкіна (рос. автокаталитическая реакция Перкина, англ. autocatalytic Perkin reaction) — 
С-С-Приєднання ангідридного залишка по кратному зв'язку (пр., С=N+) ацетатів катіоноїдних сполук (пр., гетероциклічних) в оцтовому ангідриді (чи його аналогах), що автокаталізується субстратним аніоном солі, як основним агентом. Реакція супроводиться подальшою рециклізацією гетероциклу.

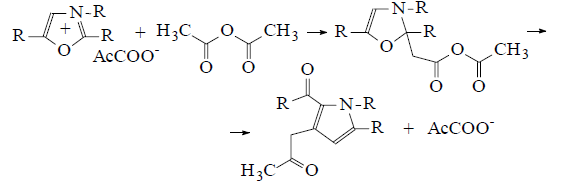

Крім ацетатів так можуть реагувати аналогічні солі інших слабких кислот, аніони яких є сильними основами.